# Peeter Oja

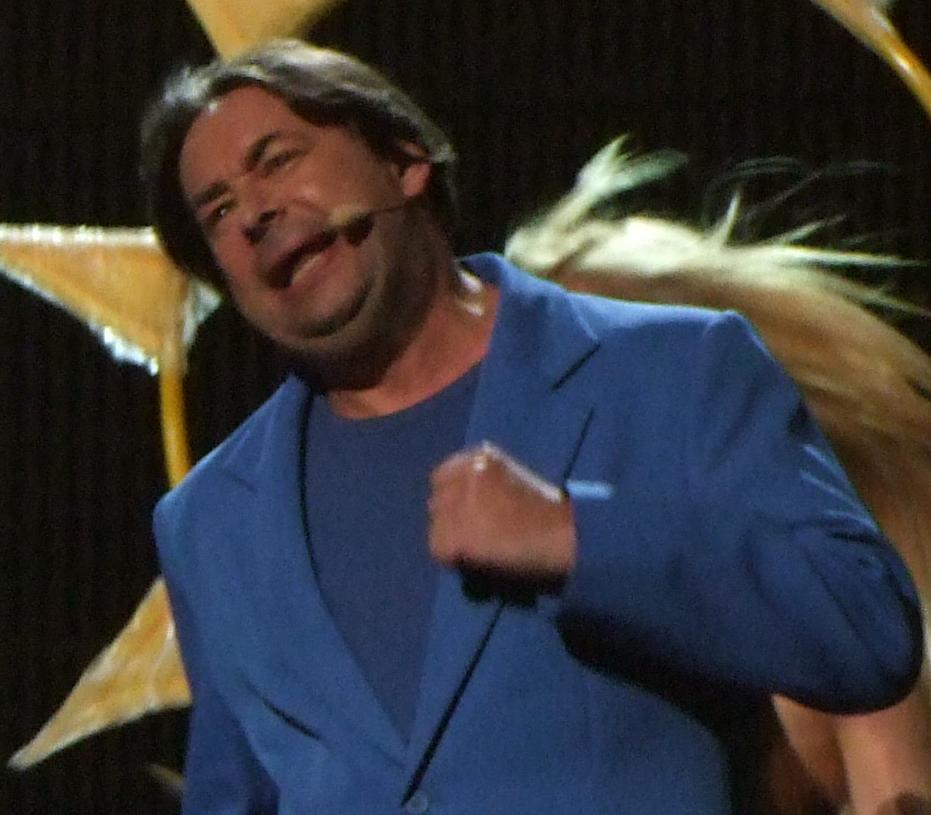
Peeter Oja (2008)

Peeter Oja (* 2. Juli 1960 in Tallinn) ist ein estnischer Schauspieler und Komiker.
Oja, Hannes Võrno und Tarmo Leinatamm bilden zusammen Kreisiraadio, eine Fernseh-Comedy-Gruppe. Als gleichnamige Band haben sie Estland beim Eurovision Song Contest 2008 in Belgrad vertreten und kamen dabei im ersten Halbfinale auf den 18. Platz.

## Filmografie (Auswahl)
- 1993: Tallinn pimeduses (Dmitri)
- 2001: Heinaloom (Rosin)
- 2003: Vanad ja kobedad saavad jalad alla (Kikas)
- 2005: Kohtumine tundmatuga (Tipp)